# BLADE FIGHTING CHAMPIONSHIP
BLADE FIGHTING CHAMPIONSHIP（ブレイド・ファイティング・チャンピオンシップ）は、日本の打撃系格闘技興行。2014年4月10日にR.I.S.E.、REBELS、ビッグバン〜統一への道〜の3団体合同で開催を発表。同年7月12日に「BLADE 0（ZERO）」と称したプレマッチを開催し、12月29日に開催した第1回大会では61キロ以下級のトーナメントを行い、小宮山工介が優勝。2015年8月に開催した第2回大会では55以下級のトーナメントを行い、16歳の那須川天心が優勝した。いずれも大田区総合体育館で開催された。